# Инкерман
Инкерма́н (укр. Інкерма́н, крымскотат. İnkerman, Инкерман; в 1976—1991 годах Белока́менск) — город на юго-западе Крымского полуострова. Входит в состав Балаклавского района Севастополя.

## Географическое положение
Расположен при впадении реки Чёрной в Севастопольскую бухту.
Через Инкерман проходит железная дорога Симферополь—Севастополь (станция Инкерман I).

## История
Город возник в VI веке нашей эры, когда византийцы возвели на Монастырской скале крепость Каламита для защиты подступов к Херсонесу. В VIII—IX веках в Каламите возник монастырь, от которого сохранились комплекс пещерных храмов в обрыве скалы (базилика, крещальня и др.) и многочисленные кельи, расположенные в несколько ярусов.

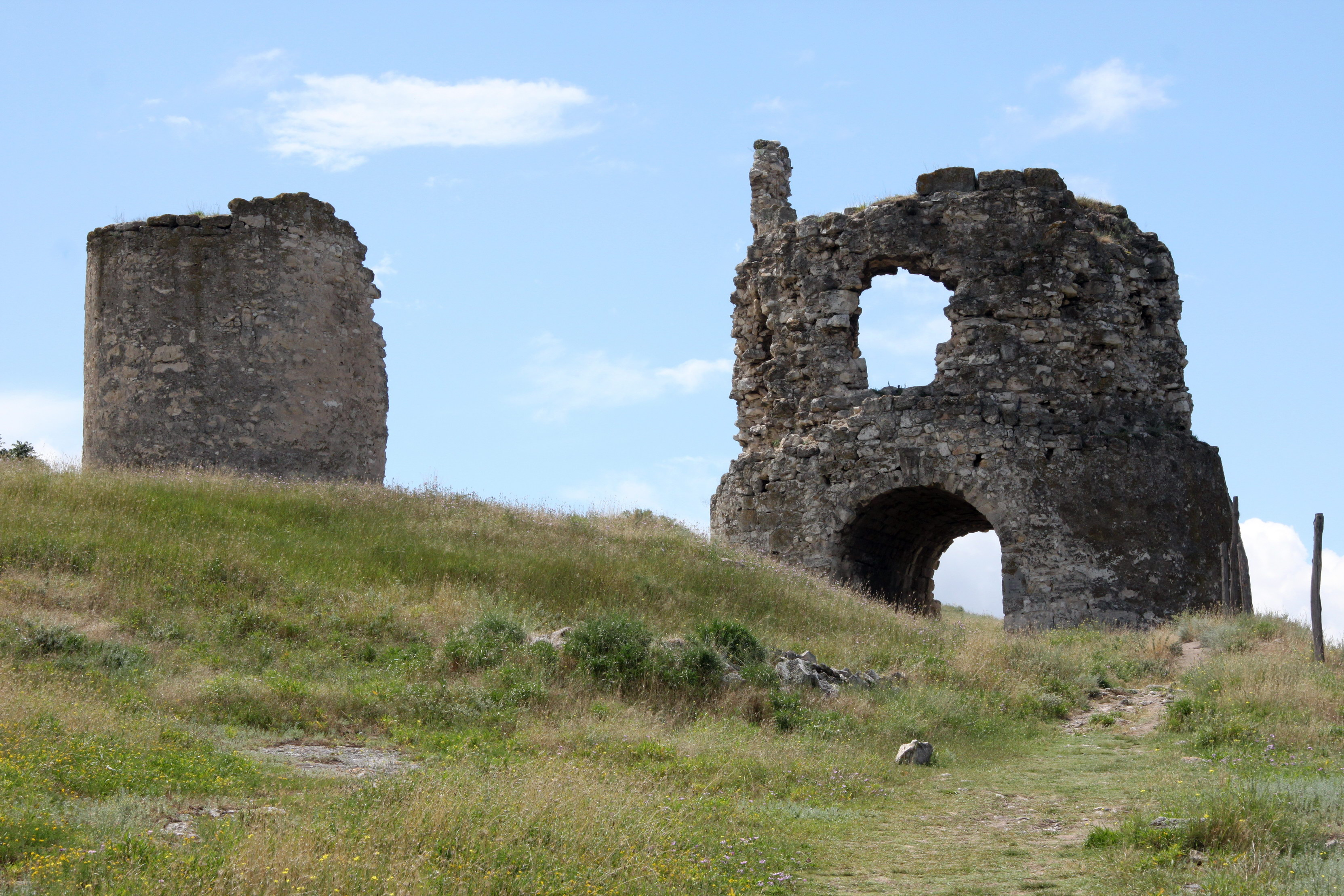
Крепость Каламита

В XII—XV веках крепость принадлежала христианскому княжеству Феодоро и выполняла важную роль защиты порта Авлита (со временем также ставшего называться Каламита). Удачно расположенная в устье Чёрной реки, Каламита надолго становится основным торговым портом Феодоро и «яблоком раздора» между феодоритами и генуэзцами из-за конкуренции с Кафой. В 1427 году правитель Феодоро князь Алексей перестроил древнюю крепость. В 1434 году генуэзцы напали на город и полностью сожгли порт, но вскоре он был восстановлен и торговля продолжилась.
В 1475 году Каламиту захватили турки и переименовали в Инкерман, что переводится как «пещерная крепость» (тур. in — «пещера», «нора»; тур. kermen — «крепость»). После захвата крепость была частично перестроена для использования пушек. За время турецкого и татарского правления город потерял своё значение и был заброшен. Ко времени принятия Крыма в состав Российской империи от Инкермана сохранились лишь развалины крепости.
Франсиско Миранда, бывший в Крыму в свите Г. А. Потёмкина в январе 1787 года во время подготовки к Таврическому вояжу Екатерины II, писал: «проехав 130 верст с переправами через небольшие речки Качу и Кабарту, прибыли в разрушенный город Инкерман, где имеется множество домов и иных жилищ, вырубленных в скалах, которые достигают значительной высоты. Эти строения расположены в пять ярусов, возвышающихся один над другим, они образуют улицы, которые сообщаются между собой при помощи внутренних лестниц, и т. д. Весьма необычно! А в двух верстах от города, в скальных пещерах находятся греческие монастырь и церковь, с просторными помещениями, и даже сохранилась церковная фресковая живопись, выполненная в наихудших традициях, свойственных Греции ранней эпохи. Чуть поодаль в добротных бараках квартирует егерский батальон, приветствовавший нас артиллерийскими залпами.».
Во время Крымской войны в устье Чёрной реки проходили ожесточённые бои между российскими и английскими войсками. Наиболее значительным из них было Инкерманское сражение (1854).
Вновь поселения в устье Чёрной реки появились во 2-й половине XIX века — хутора Скачковых, Плаксина, Гайтани, Клопина и другие. В 1875 году при строительстве Лозово-Севастопольской железной дороги, здесь был обустроен полустанок, названный по находящимся рядом развалинам крепости — Инкерман.
В 1933 году в окрестностях Инкермана началось строительство Севастопольской ТЭЦ (до 14 октября 1981 года — Севастопольская ГРЭС). А уже 31 декабря 1936 года она введена в эксплуатацию.
В 1941—1942 гг. и в 1944 году при обороне и освобождении Севастополя в ходе ожесточённых боёв большая часть построек в устье Чёрной реки была уничтожена. Оборудование находящейся рядом Севастопольской ТЭЦ вывезено в Германию.
В послевоенные годы горы около устья Чёрной речки стали важнейшим источником камня для строек Севастополя. Вокруг промышленных предприятий и железнодорожной станции началось активное строительство жилых домов. В 1957 году станция и близлежащие посёлки были включены в состав Севастополя.
Указом Президиума Верховного Совета УССР 6 января 1976 года посёлок Инкерман, занимающий территорию северной части Балаклавского района Севастополя был преобразован в город районного подчинения с присвоением названия Белокаменск, в котором был сформирован Белокаменский горсовет.
Постановлением Верховного Совета УССР от 26 февраля 1991 года город Белокаменск был переименован в город Инкерман, а горсовет — в Инкерманский.
С 2014 года, после российской аннексии Крыма, на месте Инкерманского горсовета находится внутригородское муниципальное образование город Инкерман в составе города федерального значения Севастополя РФ.
17 июля 2020 года парламент Украины, не признающий аннексию Крыма Россией, принял постановление о новой сети районов в стране, которым предполагается вывести территорию Инкермана из подчинения Севастополю и включить её в состав Бахчисарайского района АР Крым, однако это решение не вступало в силу в рамках украинского законодательства до «возвращения Крыма под общую юрисдикцию Украины». 9 сентября 2023 года, несмотря на отсутствие контроля над полуостровом, вступили в силу поправки, которые ввели в действие данное постановление в отношении Крыма.

## Население
| 1979    | 1989    | 2001    | 2009    | 2010    | 2011    |
| ------- | ------- | ------- | ------- | ------- | ------- |
| 10 743  | ↗12 442 | ↘10 628 | ↗11 793 | ↗11 862 | ↗11 884 |
| 2012    | 2013    | 2014    | 2015    | 2016    | 2017    |
| ↗11 921 | ↗11 985 | ↘10 348 | ↗10 350 | ↘10 204 | ↘10 196 |
| 2018    | 2019    | 2020    | 2021    |         |         |
| ↘10 145 | ↗10 178 | ↘10 056 | ↗13 858 |         |         |

По итогам переписи населения в Крымском федеральном округе по состоянию на 14 октября 2014 года численность постоянного населения муниципального образования Инкерман составила 10348 человек (100 % из которых — городское).
Национальный состав населения (перепись 2014 года):
| город Инкерман поселок Горный Микрорайон Севастопольской ТЭЦ (поселок ГРЭС) поселок Октябрьский Балаклавский район |

| национальность  | всего, чел. | % от указав- ших |
| --------------- | ----------- | ---------------- |
| указали         | 10222       | 100,00 %         |
| русские         | 8582        | 83,96 %          |
| украинцы        | 1221        | 11,94 %          |
| азербайджанцы   | 102         | 1,00 %           |
| татары          | 73          | 0,71 %           |
| белорусы        | 68          | 0,67 %           |
| крымские татары | 26          | 0,25 %           |
| армяне          | 21          | 0,21 %           |
| другие          | 129         | 1,26 %           |
| не указали      | 126         |                  |
| всего           | 10348       |                  |

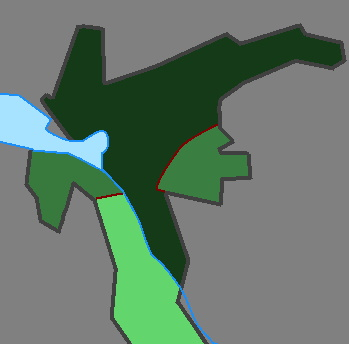
Карта микрорайонов Инкермана
город Инкерман
поселок Горный
Микрорайон Севастопольской ТЭЦ (поселок ГРЭС)
поселок Октябрьский
Балаклавский район

Численность населения города по состоянию на 1 марта 2014 года составляла 11 850 постоянных жителей и 12 031 человек наличного населения, по состоянию на 1 октября 2014 года — 11 854 постоянных жителя.

## Достопримечательности
- Средневековая крепость Каламита, западный форпост княжества Феодоро
- Инкерманский пещерный монастырь св. Климента
- Инкерманский завод марочных вин